# Lista torów do zjazdów saneczkowych, bobslejowych i skeletonowych
Lista torów do zjazdów saneczkowych, bobslejowych i skeletonowych – zestawienie torów na świecie do rozgrywania zjazdów saneczkowych, bobslejowych i skeletonowych.
| Miasto            | Zakręty           | Zakręty                   | Zakręty                                 | Długość (w metrach) | Uwagi                 |
| Miasto            | Bobsleje/skeleton | Saneczki jedynki mężczyzn | Saneczki jedynki kobiet/dwójki mężczyzn | Długość (w metrach) | Uwagi                 |
| ----------------- | ----------------- | ------------------------- | --------------------------------------- | ------------------- | --------------------- |
| Imst              |                   |                           |                                         |                     |                       |
| Igls              | 14                | 14                        | 14                                      | 1478                |                       |
| Alpensia          |                   |                           |                                         |                     |                       |
| Calgary           | 14                | 14                        | 10                                      | 1475                | zamknięty w 2019 roku |
| Whistler          | 16                | 16                        | 14                                      | 1450                |                       |
| La Plagne         | 19                | 15                        | 14                                      | 1507,5              |                       |
| Altenberg         | 18                | 18                        | 16/12                                   | 1413                |                       |
| Königssee         | 13/12             | 16                        | 12                                      | 1306                |                       |
| Oberhof           | 15                | 15                        | 12                                      | 1069,7              |                       |
| Winterberg        | 14                | 14                        | 11                                      | 1325                |                       |
| Cesana            | 19                | 17                        | 17                                      | 1435                | zamknięty w 2012 roku |
| Cortina d’Ampezzo | 13                | -                         | -                                       | 1350                | zamknięty w 2008 roku |
| Nagano            | 14                | 13                        | 13                                      | 1360                | zamknięty w 2019 roku |
| Sigulda           | 16                | 16                        | 13                                      | 1200                |                       |
| Lillehammer       | 16                | 16                        | 13                                      | 1365                |                       |
| Paramonowo        | 19                | ?                         | ?                                       | 1600                | zamknięty w 2016 roku |
| Soczi             | 19                | 20                        | 17                                      | 1814                |                       |
| Sankt Moritz      | 16                | -                         | -                                       | 1722                |                       |
| Lake Placid       | 20                | 20                        | 17                                      | 1455                |                       |
| Park City         | 15                | 17                        | 12                                      | 1340                |                       |
| Sarajewo          | ?                 | ?                         | ?                                       | 1261                | Zamknięty             |
| Sapporo           | ?                 | ?                         | ?                                       | ?                   | Zamknięty             |